# 約翰·格奧爾格 (霍亨索倫-黑興根)
約翰·格奧爾格（Johann Georg，1577年—1623年9月28日），霍亨索倫-黑興根伯爵，艾特爾·腓特烈一世之子，1605年至1623年在位。
約翰·格奧爾格在1598年與法蘭西絲卡·馮·薩爾姆-諾伊夫維爾（Franziska von Salm-Neufville）結婚，有2子2女。
- 艾特爾·腓特烈二世（1601－1661）
- 安娜·瑪麗亞（1603－1652），嫁菲斯滕貝格的埃貢八世
- 卡塔里娜·烏爾蘇拉（1610－1640），嫁巴登-巴登的威廉
- 菲利普（1616－1671）